# Киадарбандсари, Мохаммад
Мохаммад Киадарбандсари (перс. محمد کیادربندسری‎; 9 октября 1989, Тегеран) — иранский горнолыжник, участник Олимпийских игр 2014 года.

## Биография
Закончил Тегеранский университет.
На Азиатских играх в Алма-Ате занял третье призовое место в супергиганте с результатом 1 минута 7,52 секунды.
В спортивной программе на Олимпийских играх в Сочи Мохаммад выступал в слаломе (1:58,87; 30-е место) и гигантском слаломе (3:02,13; 51-е место). Участвовал в зимних Олимпийских играх 2018 года.

## Результаты

### Олимпийские игры
| Олимпийские игры | Скоростной спуск | Супергигант | Комбинация | Слалом | Гигантский слалом |
| ---------------- | ---------------- | ----------- | ---------- | ------ | ----------------- |
| Сочи 2014        | —                | —           | —          | 30     | 51                |
| Пхёнчхан 2018    | —                | —           | —          | 34     | 58                |